# 魯札 (獨木舟)
魯札（邵語：Ruza），是台灣邵族對獨木舟的稱呼，也是邵族傳統上最重要的交通工具之一。

## 簡述

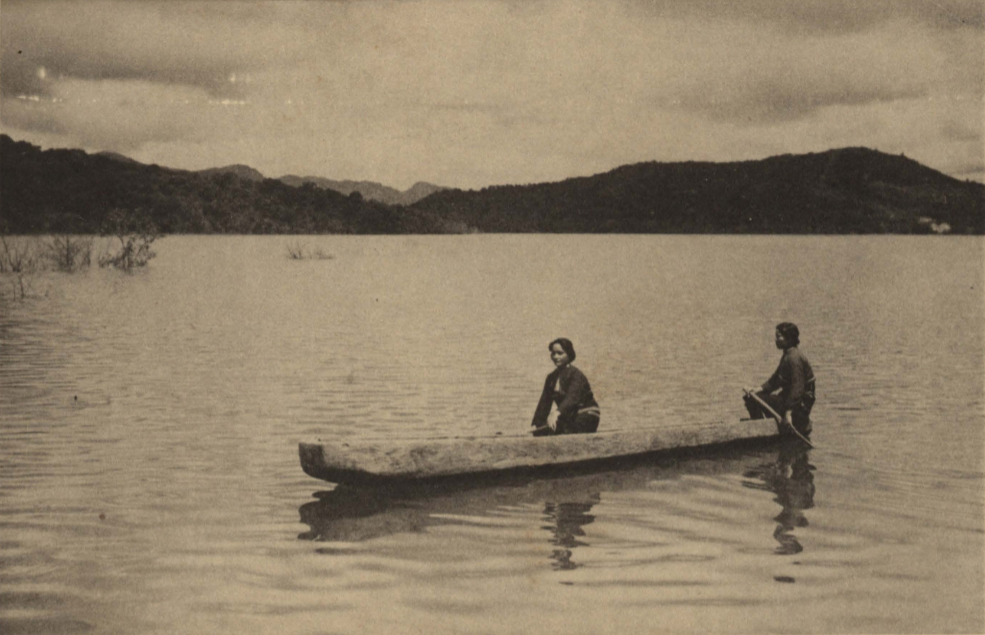
日月潭邵族獨木舟

由於邵族主要居住在日月潭周邊一帶，魯札成為族人最重要的交通與漁獵工具，主要以樟樹或sarimaw為材料，將其剖半、挖空製成，大致上的形狀為長方形的船身、船頭尖、船尾較方，兩端鑿洞來繫纜繩，其大小也會根據用途而有差別，交通用偏大、漁獵用偏小，過去邵族人每家都有自己的魯札，大約可以乘坐2~4個人。當族人要出遠門的時候，經常會請別人用魯札把自己載到Fihaw（今日月潭孔雀園附近）再走陸路、回來時也會在那裡燒起狼煙通知別人來載自己。
除了家用的魯札外，過去邵族也有公用的魯札，大小比家用的大很多，過去有一艘被取名為「馬魯姆（Malumu）」的公用魯札，不僅可以乘坐十幾個人，還放得下收成作物候用的桶子。
另外，過去邵族載舉辦年祭時，也會為了避免他族趁機來攻擊，而將日月潭的出水孔堵住、使湖面升高，男性也會睡在魯札中守夜保持警戒，稱作「馬魯札（Maruza）」，後來隨著邵族跟外族和統治者的往來，馬魯札也失去了其意義，逐漸演變為在山裡的獵寮過夜、甚至在自家牛棚之類的地方睡覺也可以稱為馬魯札。

## 傳說
根據邵族人的傳說，魯札是當初追逐白鹿的五位獵人追到日月潭邊後，因為白鹿跳進水裡游到拉魯島追不過去、正發愁時，看到一隻猴子坐在粗樹枝上用尾巴和其他樹枝划水前進而被啟發（一說是老鼠），製作了魯札並成功獵到白鹿，並且在回程的路上把那艘魯札拿去跟其他人換了肉，後來隨著他們把遭遇告知族人、族人遷來日月潭住後，魯札也逐漸成為邵族最主要的交通工具。
另外，過去邵族跟他族爭奪日月潭時，由於人數不多，因此頭目帕達木想出了一個計策：他派人假裝向異族示好求和，並且邀約他們的男性來日月潭作客，異族以為邵族打算投降，都興高采烈地參加、搭乘魯札前往拉魯島，而邵族人早已事先在魯札船底挖了孔並用塞子堵住，等到魯札行駛到潭中時再趁機潛入水中、拔掉塞子，不懂水性的異族就這樣全淹死了。

## 製作
製作魯札（Kamalawa ruza）對邵族而言是一件相當重要的事情，必須鄭重地對待，先生媽在其中的角色更是重要。製作的主要程序有：
1. 男性族人上山選擇魯札的材料。
2. 起造儀式：請先生媽到召集者的家中，將祖靈籃拿到庭院裡通知家族祖靈要打造獨木舟，祈求造船順利。灑完祭酒後，負責造船的族人一起剝光樹皮，象徵造船正式開始。
3. 製作魯札，方法主要為用斧頭和類似刀的鐵器挖鑿，有時也會用火燒木心將其變成炭再敲掉。工作天視其大小完成，8~10人坐的船隻需要將近一個月。
4. 魯札完成之後進行命名儀式。
5. 下水儀式：魯札主人準備豬頭、豬肝、豬蹄、豬尾為供品，請先生媽告祭祖靈，其他族人則圍著魯札唱歌，當祈求保佑地儀式結束後，合力推魯札下水，並且把供品分享給先生媽和參加儀式的人[1][7]。

## 現況
由於文化勢微、新型船隻的引進以及政府禁止砍伐樹木後，魯札的數量大量減少、技藝也面臨失傳，雖然族人試著引進國外的南非紅木製作，但因為其本身質地關係吃水較深，不利淺灘航行，最終被棄置，九二一地震後，邵族為了延續傳統文化而在原委會的支持下向林務局要求製作魯札，但受到拒絕，只被允許在原住民保留地砍樹建造魯札，但原保地僅限於家戶的邊緣，根本不可能有樹可供建造，因此邵族也長期向政府抗議爭取砍樹製造魯札以及原住民傳統領域的權利。